# MG Midget

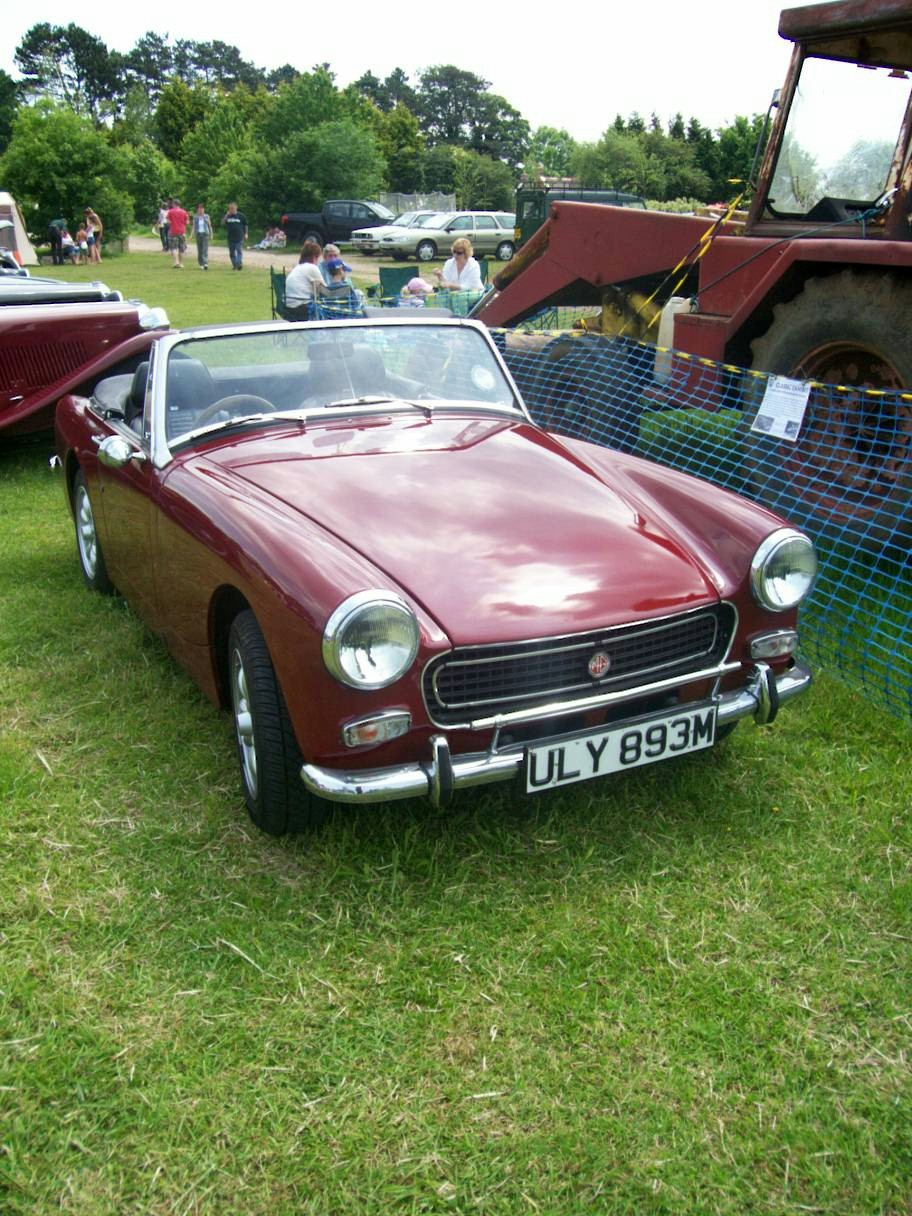
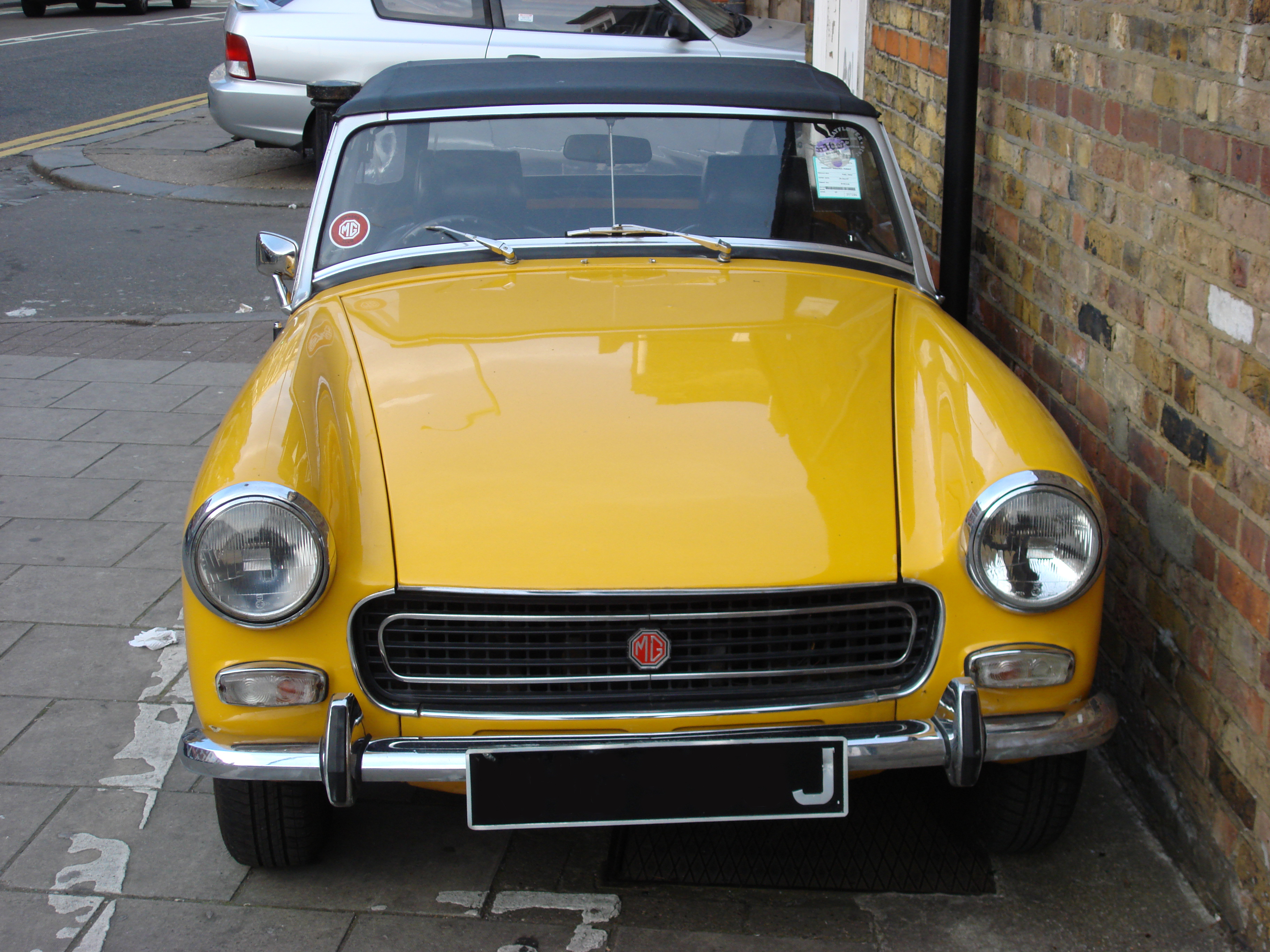
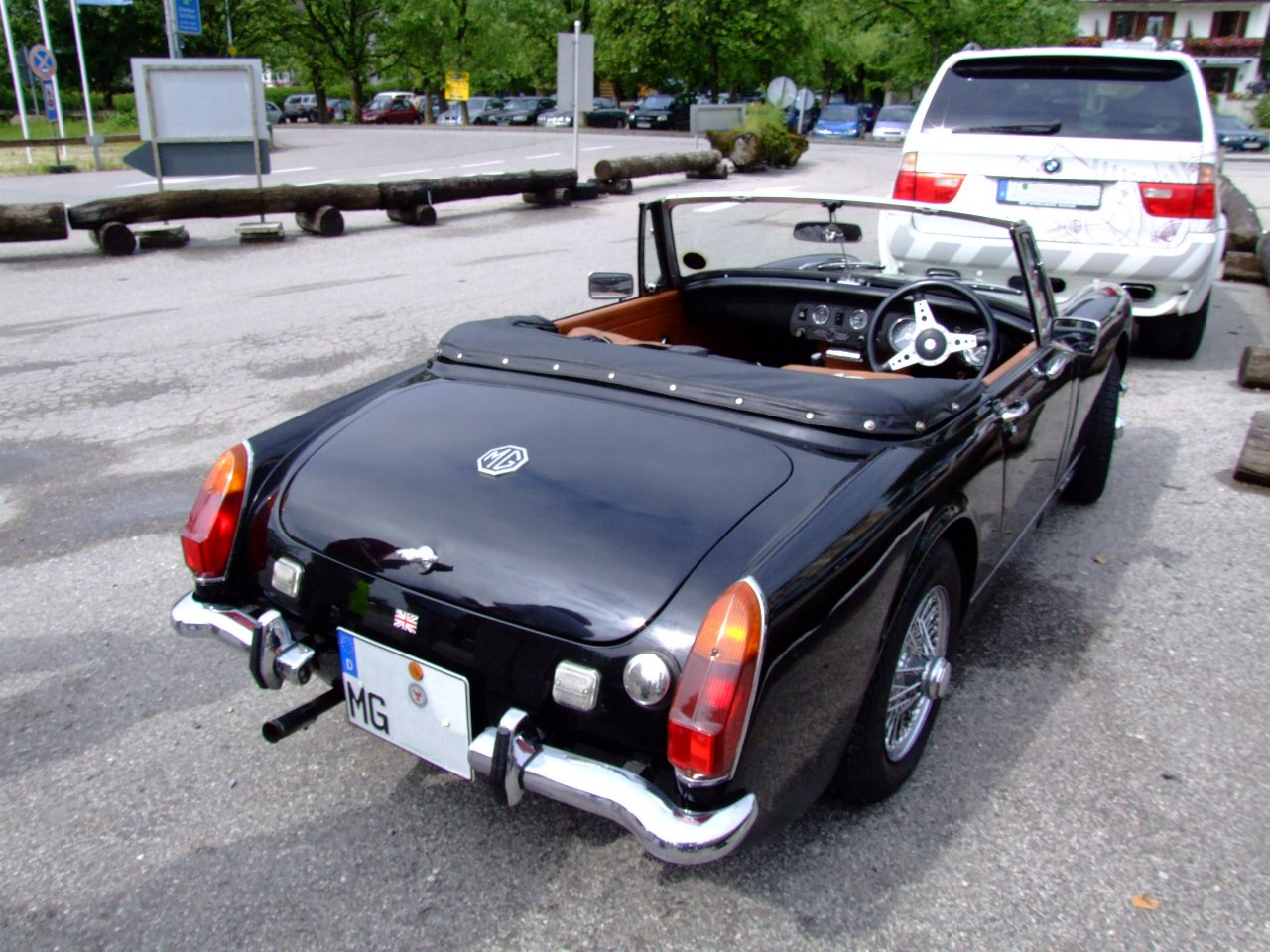

MG Midget – sportowy samochód osobowy produkowany przez brytyjską firmę Morris Garages w latach 1961–1979. Dostępny był wyłącznie jako 2-drzwiowy roadster. Do napędu używano silników R4 z rodziny A-series o pojemności od 0,9 do 1,3 litra oraz Triumph Spitfire 1.5. Moment obrotowy przenoszony był na oś tylną 4-biegową manualną skrzynię biegów. Powstały cztery generacje modeli (Mark I-III i 1500).
Pierwsza generacja (Mark I) produkowana była w latach 1961-1964. Charakteryzowała się rozstawem osi równym 2030 mm i masą własną 610 kg. Do napędu użyto silnika o pojemności 948 cm³ generującego moc maksymalną 48 KM przy 5500 obr./min. Zapewniało to prędkość maksymalną na poziomie 142 km/h i przyspieszenie 0-100 km/h na poziomie 18,3 s przy średnim zużyciu paliwa rzędu 7 l /100 km. W późniejszym czasie dodano możliwość wyposażenia modelu w silnik o pojemności 1098 cm³ i mocy 58 KM. Łącznie powstało 25 681 egzemplarzy Midgeta Mk I.
Kolejne wcielenie modelu (Mark II) powstawało w latach 1964-1966. W porównaniu z poprzednikiem zmieniono konstrukcję drzwi oraz udoskonalono układ zawieszenia. Wzmocniono także do 61 KM jednostkę o pojemności 1,1 l. Powstało 26 601 egzemplarzy Midgeta Mk II.
Trzecia generacja modelu powstawała w latach 1966-1974. Do jej napędu użyto silnika R4 1.3 o mocy 67 KM znanego z samochodu Mini Cooper S. W 1969 przeprowadzono facelifting modelu. Do 1974 powstało 100 246 egzemplarzy Mark III.
MG Midget 1500 produkowany był w latach 1974-1979. Do napędu użyto silnika R4 o pojemności 1493 cm³ i mocy maksymalnej 67 KM zapożyczonego z samochodu Triumph Spitfire. Ostatni egzemplarz opuścił fabrykę 7 grudnia 1979 roku, powstało 73 899 egzemplarzy Midgeta 1500.